# Netelia solus
Netelia solus är en stekelart som beskrevs av Henry Keith Townes, Jr. 1958. Netelia solus ingår i släktet Netelia och familjen brokparasitsteklar. Inga underarter finns listade i Catalogue of Life.